# Paperino non può dormire
Paperino non può dormire (Early to Bed) è un film del 1941 diretto da Jack King. È un cortometraggio animato della serie Donald Duck, prodotto dalla Walt Disney Productions e uscito negli Stati Uniti l'11 luglio 1941, distribuito dalla RKO Radio Pictures. È stato distribuito anche come Paperino e la sveglia e, a partire dagli anni novanta, Sogni d'oro, Paperino.

## Trama
Paperino va a dormire, ma viene disturbato dalla sua sveglia dal forte ticchettio, che lui cerca in vari modi di allontanarla, ma invano. Paperino finisce involontariamente per ingoiare l'orologio, per poi distruggerlo mentre è nel suo corpo e sputarne i pezzi. Tornato a dormire, Paperino viene svegliato dal suo letto pieghevole, che continua a ripiegarsi su di lui; quando più tardi cominciano ad uscirne le molle, costruisce un'elaborata struttura per tenerlo fermo. Infine, la sveglia si riassembla abbastanza da poter suonare; Paperino si spaventa a tal punto da far saltare il letto in aria per ritrovarsi sul fondo del letto senza molle, con la coperta avvolta in testa come un turbante e con un calzino ondeggiante sull'ultima molla rimasta, assomigliando a un incantatore di serpenti. Il film termina con un Paperino deluso e arrabbiato per aver passato la notte in bianco.

## Distribuzione

### Edizione italiana
Il corto arrivò nei cinema italiani il 9 settembre 1973 nel programma Pippo, Pluto, Paperino supershow. Dopo essere stato incluso nel 1984 nella VHS Pippo, Pluto, Paperino Supershow in lingua originale, il corto fu doppiato nel 1995 dalla Angriservices Edizioni per la trasmissione televisiva. Tale doppiaggio venne usato nelle edizioni DVD e nelle varie occasioni successive.

### Cinema
- Pippo, Pluto, Paperino supershow (9 settembre 1973)[2][1][3]

#### VHS
- Pippo, Pluto, Paperino Supershow (gennaio 1984)[3][4]

### Edizioni home video

#### DVD
Il cortometraggio è incluso nei DVD Walt Disney Treasures: Semplicemente Paperino - Vol. 1 e Topolino che risate! - Volume 2.